# 乳突條鰍
乳突條鰍（學名：Nemacheilus papillos）為輻鰭魚綱鯉形目條鰍科條鰍屬的其中一種。分布於亞洲印尼蘇門答臘Batang Hari流域，棲息在河川底層水域，生活習性不明。

## 扩展阅读
維基物種上的相關：乳突條鰍